# Qualifications pour la Coupe d'Afrique des nations féminine de football 2026
Navigation
Édition précédente Édition suivante
Les qualifications pour la Coupe d'Afrique des nations féminine de football 2026 se déroulent du 19 février au 28 octobre 2025 et qualifient onze des douze équipes participantes à la phase finale de la compétition, qui se déroule au Maroc en 2026, l'équipe marocaine étant quant à elle qualifiée d'office.
Les qualifications se jouent sur deux tours avec des rencontres aller et retour.

## Équipes en lice
Ces qualifications rassemblent 38 équipes, soit 4 de moins que l'édition précédente. Le Maroc est exempté en tant que pays hôte, les six équipes les mieux classés au classement FIFA d'août 2024 sont exemptés du premier tour, et les autres équipes sont réparties en six chapeaux suivant leur classement FIFA et leur position géographique. 
Exemptés des qualifications
- Maroc (pays hôte)

Exemptés du premier tour
- Nigeria
- Afrique du Sud
- Zambie
- Ghana
- Cameroun
- Côte d'Ivoire

| Équipe   | Cls. |
| -------- | ---- |
| Angola   | 151  |
| Botswana | 153  |
| Malawi   | 156  |
| Eswatini | 182  |
| Tanzanie | 145  |
| Ouganda  | 148  |

| Équipe             | Cls. |
| ------------------ | ---- |
| Éthiopie           | 124  |
| Zimbabwe           | 127  |
| Namibie            | 122  |
| Guinée équatoriale | 82   |
| RD Congo           | 109  |
| Congo              | 112  |

| Équipe        | Cls. |
| ------------- | ---- |
| Kenya         | 149  |
| Rwanda        | 168  |
| Burundi       | 178  |
| Soudan du Sud | 193  |
| Djibouti      | NC   |

| Équipe       | Classement |
| ------------ | ---------- |
| Tunisie      | 78         |
| Algérie      | 84         |
| Égypte       | 92         |
| Togo         | 120        |
| Burkina Faso | 137        |

| Équipe | Cls. |
| ------ | ---- |
| Guinée | 142  |
| Bénin  | 152  |
| Niger  | 167  |
| Gabon  | 143  |
| Tchad  | NR   |

| Équipe       | Cls. |
| ------------ | ---- |
| Mali         | 81   |
| Sénégal      | 83   |
| Gambie       | 126  |
| Cap-Vert     | 129  |
| Sierra Leone | 141  |

Outre le Maroc déjà qualifié en tant que pays hôte, 16 nations membres de la CAF ne s'engagent pas dans ces qualifications :
- République centrafricaine
- Comores
- Érythrée
- Guinée-Bissau
- Lesotho
- Liberia
- Libye
- Madagascar
- Maurice
- Mauritanie
- Mozambique
- Sao Tomé-et-Principe
- Seychelles
- Soudan
- Somalie

Les 2 nations associées à la CAF ne s'engagent pas non plus : 
- La Réunion
- Zanzibar

Le tirage au sort a lieu le 4 février 2025 au Caire.

## Premier tour de qualification
Le premier tour de qualification se déroule du 19 au 26 février 2025.
Le Congo déclare forfait avant le match aller contre le Malawi, la Fédération congolaise de football ayant été suspendue par la FIFA pour ingérence de tierces parties. Le Tchad déclare forfait avant le match aller contre le Sénégal pour raisons financières.
| Équipe 1      | Résultat | Équipe 2           | Aller   | Retour  | T.a.b. |
| ------------- | -------- | ------------------ | ------- | ------- | ------ |
| Angola        | 3 - 3    | Zimbabwe           | 2 - 1   | 1 - 2   | 5 - 4  |
| Malawi        | forfait  | Congo              | forfait | forfait | -      |
| Botswana      | 0 - 2    | RD Congo           | 0 - 2   | 0 - 0   | -      |
| Tanzanie      | 4 - 2    | Guinée équatoriale | 3 - 1   | 1 - 1   | -      |
| Ouganda       | 2 - 2    | Éthiopie           | 2 - 0   | 0 - 2   | 4 - 5  |
| Eswatini      | 0 - 4    | Namibie            | 0 - 3   | 0 - 1   | -      |
| Burundi       | 1 - 5    | Burkina Faso       | 0 - 1   | 0 - 4   | -      |
| Djibouti      | 0 - 10   | Togo               | 0 - 5   | 0 - 5   | -      |
| Soudan du Sud | 0 - 8    | Algérie            | 0 - 5   | 0 - 3   | -      |
| Rwanda        | 2 - 3    | Égypte             | 0 - 1   | 2 - 2   | -      |
| Kenya         | 1 - 0    | Tunisie            | 0 - 0   | 1 - 0   | -      |
| Niger         | 1 - 4    | Gambie             | 0 - 2   | 1 - 2   | -      |
| Bénin         | 5 - 2    | Sierra Leone       | 2 - 1   | 3 - 1   | -      |
| Guinée        | 3 - 6    | Cap-Vert           | 2 - 2   | 1 - 4   | -      |
| Gabon         | 1 - 10   | Mali               | 0 - 6   | 1 - 4   | -      |
| Tchad         | forfait  | Sénégal            | forfait | forfait | -      |

## Deuxième tour de qualification
Le deuxième tour de qualification se déroule du 20 au 28 octobre 2025.
| Équipe 1     | Résultat | Équipe 2       | Aller | Retour | T.a.b. |
| ------------ | -------- | -------------- | ----- | ------ | ------ |
| Angola       | -        | Malawi         | -     | -      | -      |
| RD Congo     | -        | Afrique du Sud | -     | -      | -      |
| Tanzanie     | -        | Éthiopie       | -     | -      | -      |
| Namibie      | -        | Zambie         | -     | -      | -      |
| Burkina Faso | -        | Togo           | -     | -      | -      |
| Algérie      | -        | Cameroun       | -     | -      | -      |
| Égypte       | -        | Ghana          | -     | -      | -      |
| Kenya        | -        | Gambie         | -     | -      | -      |
| Bénin        | -        | Nigeria        | -     | -      | -      |
| Cap-Vert     | -        | Mali           | -     | -      | -      |
| Sénégal      | -        | Côte d'Ivoire  | -     | -      | -      |

## Équipes qualifiées
| Équipe | Mode de qualification | Date de qualification | Participation | Meilleur résultat | Dernière participation (résultat obtenu) |
| ------ | --------------------- | --------------------- | ------------- | ----------------- | ---------------------------------------- |
| Maroc  | Pays hôte             | 17 octobre 2024       | 5e            | Finaliste (2022)  | 2024 (À venir)                           |